# Записки бригадира Моро-де-Бразе
«Записки бригадира Моро-де-Бразе (касающиеся до турецкого похода 1711 года)» — перевод «Записок политических, забавных и сатирических господина Жана-Никола де Бразе, графа Лионского, полковника Казанского драгунского полка и бригадира войск его царского величества», вышедших в 1716 году на французском языке, выполненный А. С. Пушкиным.
Как считал сам Пушкин, рассказ Моро-де-Бразе о походе 1711 года «лучшее место изо всей книги». Перевод выполнен в 1835 году, Пушкин подготовил его к печати и написал предисловие. При жизни Пушкина перевод опубликован не был. Впервые он появился в печати благодаря П. Плетнёву в «Современнике» («Записки бригадира Моро-де-Бразе о походе 1711 года», т. VI, 1837, № 2, стр. 218—300 с цензурными правками).
В собрания сочинений Пушкина входит, начиная с посмертного издания. Цензурные купюры впервые восстановлены в собрании сочинений Пушкина «Красной Нивы».
Известно, что Моро-де-Бразе не фигурирует среди старших офицеров, участвовавших в Прутском походе. Возможно, что он был «рядовым участником». Слова Моро о том, что его жена состояла при принцессе Шарлотте, не находят подтверждений в придворных списках, относящихся к тому периоду.